# Piruetten
Piruetten foi uma competição internacional de patinação artística no gelo de níveis sênior e júnior. A competição foi disputada pela primeira vez em 1989, e foi sempre disputado na cidade de Hamar, Noruega. Em 1999 e 2000 fez parte do Grand Prix Júnior.

## Edições
| Ano  | Edição | Cidade sede | Sênior | Sênior | Sênior | Sênior | Júnior | Júnior | Júnior | Júnior | Ref   |
| Ano  | Edição | Cidade sede | M      | F      | P      | D      | M      | F      | P      | D      | Ref   |
| ---- | ------ | ----------- | ------ | ------ | ------ | ------ | ------ | ------ | ------ | ------ | ----- |
| 1989 | 1.ª    | Hamar       | •      | •      | –      | –      | •      | •      | –      | –      | [ 1 ] |
| 1990 | 2.ª    | Hamar       | •      | •      | –      | –      | •      | •      | –      | –      | [ 1 ] |
| 1991 | 3.ª    | Hamar       | •      | •      | –      | –      | •      | •      | –      | –      | [ 1 ] |
| 1992 | 4.ª    | Hamar       | •      | •      | •      | •      | –      | –      | –      | –      | [ 1 ] |
| 1993 | 5.ª    | Hamar       | •      | •      | •      | •      | –      | –      | –      | –      | [ 1 ] |
| 1994 | 6.ª    |             | —      | —      | —      | —      | —      | —      | —      | —      | [ 1 ] |
| 1995 | 7.ª    | Hamar       | •      | •      | –      | –      | •      | •      | –      | –      | [ 1 ] |
| 1996 | 8.ª    | Hamar       | •      | •      | –      | –      | •      | •      | –      | –      | [ 2 ] |
| 1997 | 9.ª    | Hamar       | •      | •      | –      | –      | •      | •      | –      | –      | [ 3 ] |
| 1998 | 10.ª   | Hamar       | •      | •      | –      | –      | –      | –      | –      | –      | [ 4 ] |
| 1999 | 11.ª   | Hamar       | –      | –      | –      | –      | •      | •      | •      | •      | [ 5 ] |
| 2000 | 12.ª   | Hamar       | –      | –      | –      | –      | •      | •      | •      | •      | [ 6 ] |

Legenda
- Parte do Grand Prix ISU Júnior
- –  Evento não disputado neste ano
- –  Informações desconhecidas

## Lista de medalhistas

### Sênior

#### Individual masculino
| Evento                | Ouro                                      | Prata                                     | Bronze                                    |
| Hamar 1989            | Sergei Dudakov · União Soviética          | Alexander Orset · França                  | Jan Erik Digernes · Noruega               |
| Hamar 1990            | Sergei Dudakov · União Soviética          | Shepherd Clark · Estados Unidos           | Sergei Artemov · União Soviética          |
| Hamar 1991            | Scott Davis · Estados Unidos              | David Liu · Taipé Chinesa                 | Frédéric Lebihan · França                 |
| Hamar 1992            | Michael Chack · Estados Unidos            | Oula Jääskeläinen · Finlândia             | Clive Shorten · Reino Unido               |
| Hamar 1993            | Elvis Stojko · Canadá                     | Philippe Candeloro · França               | Scott Davis · Estados Unidos              |
| Hamar 1994            |                                           |                                           |                                           |
| Hamar 1995            | Thierry Cerez · França                    | Igor Sinyutin · Rússia                    | Robert Grzegorczyk · Polônia              |
| Hamar 1996 (detalhes) | Michael Tyllesen · Dinamarca              | Johnny Rønne Jensen · Dinamarca           | Trifun Živanović · Estados Unidos         |
| Hamar 1997 (detalhes) | Michael Chack · Estados Unidos            | Margus Hernits · Estônia                  | Jere Michael · Estados Unidos             |
| Hamar 1998 (detalhes) | Michael Tyllesen · Dinamarca              | Michael Amentas · Austrália               | Alexei Kozlov · Estônia                   |
| 1999–2000             | Não houve disputa do individual masculino | Não houve disputa do individual masculino | Não houve disputa do individual masculino |

#### Individual feminino
| Evento                | Ouro                                     | Prata                                    | Bronze                                   |
| Hamar 1989            | Stéphanie Ferrer · França                | Natalia Skrabnevskaya · União Soviética  | Misachi Kashiwagi · Japão                |
| Hamar 1990            | Maria Butyrskaya · União Soviética       | Gina Fulton · Reino Unido                | Mari Niskanen · Finlândia                |
| Hamar 1991            | Lisa Sargeant · Canadá                   | Kyoko Ina · Estados Unidos               | Lily Lyoonjung Lee · Coreia do Sul       |
| Hamar 1992            | Michelle Cho · Estados Unidos            | Mila Kajas · Finlândia                   | Ann-Marie Soderholm · Suécia             |
| Hamar 1993            | Nancy Kerrigan · Estados Unidos          | Josée Chouinard · Canadá                 | Chen Lu · China                          |
| Hamar 1994            |                                          |                                          |                                          |
| Hamar 1995            | Cathy Belanger · Canadá                  | Mila Kajas · Finlândia                   | Stephanie Main · Reino Unido             |
| Hamar 1996 (detalhes) | Brittney McConn · Estados Unidos         | Alisa Drei · Finlândia                   | Anna Rechnio · Polônia                   |
| Hamar 1997 (detalhes) | Tonia Kwiatkowski · Estados Unidos       | Erin Sutton · Estados Unidos             | Christina Riedel · Alemanha              |
| Hamar 1998 (detalhes) | Joanne Carter · Austrália                | Annukka Laukkanen · Finlândia            | Annie Bazinet · Canadá                   |
| 1999–2000             | Não houve disputa do individual feminino | Não houve disputa do individual feminino | Não houve disputa do individual feminino |

#### Duplas
| Evento     | Ouro                                          | Prata                                       | Bronze                                     |
| Hamar 1992 | Mandy Wötzel · Ingo Steuer · Alemanha         | Elena Berezhnaya · Oleg Shliakhov · Letônia | Danielle Carr · Stephen Carr · Austrália   |
| Hamar 1993 | Natalia Mishkutenok · Artur Dmitriev · Rússia | Isabelle Brasseur · Lloyd Eisler · Canadá   | Kyoko Ina · Jason Dungjen · Estados Unidos |
| Hamar 1994 |                                               |                                             |                                            |
| 1995–2000  | Não houve disputa de duplas                   | Não houve disputa de duplas                 | Não houve disputa de duplas                |

#### Dança no gelo
| Evento     | Ouro                                      | Prata                                                | Bronze                                      |
| Hamar 1992 | Susanna Rahkamo · Petri Kokko · Finlândia | Aliki Stergiadu · Juris Razgulajevs · Uzbequistão    | Marina Morel · Gwendal Peizerat · França    |
| Hamar 1993 | Susanna Rahkamo · Petri Kokko · Finlândia | Kateřina Mrázová · Martin Šimeček · República Tcheca | Elena Kustarova · Oleg Ovsyannikov · Rússia |
| Hamar 1994 |                                           |                                                      |                                             |
| 1995–2000  | Não houve disputa de dança no gelo        | Não houve disputa de dança no gelo                   | Não houve disputa de dança no gelo          |

### Júnior

#### Individual masculino júnior
| Evento                | Ouro                                             | Prata                                            | Bronze                                           |
| Hamar 1989            | Lance Vipond · Canadá                            | Fabrice Garattoni · França                       | Alexander Abt · União Soviética                  |
| Hamar 1990            | Ilia Kulik · União Soviética                     | Alexander Klimkin · União Soviética              | Richard Leroy · França                           |
| Hamar 1991            | Alexander Abt · União Soviética                  | Shin Amano · Japão                               | Philip Dulebohn · Estados Unidos                 |
| 1992–1994             | Não houve disputa do individual masculino júnior | Não houve disputa do individual masculino júnior | Não houve disputa do individual masculino júnior |
| Hamar 1995            | Stephane Bouxirot · França                       | Markus Haider · Áustria                          | Fabien Millasseau · França                       |
| Hamar 1996 (detalhes) | Justin Dillon · Estados Unidos                   | Braden Overett · Estados Unidos                  | Nicolas Beaudelin · França                       |
| Hamar 1997 (detalhes) | Sascha Lorenz · Alemanha                         | Edvard Pyoriainen · Finlândia                    | Maxime Duchemin · França                         |
| 1998                  | Não houve disputa do individual masculino júnior | Não houve disputa do individual masculino júnior | Não houve disputa do individual masculino júnior |
| Hamar 1999 (detalhes) | Gao Song · China                                 | Johnny Weir · Estados Unidos                     | Andrei Lezin · Rússia                            |
| Hamar 2000 (detalhes) | Ma Xiaodong · China                              | Evan Lysacek · Estados Unidos                    | Anton Smirnov · Rússia                           |

#### Individual feminino júnior
| Evento                | Ouro                                            | Prata                                           | Bronze                                          |
| Hamar 1989            | Marie-Pierre Leray · França                     | Danielle Brunelle · Canadá                      | Julia Vorobieva · União Soviética               |
| Hamar 1990            | Anna Rechnio · Polônia                          | Sarah Abitbol · França                          | Stephanie Walker · Reino Unido                  |
| Hamar 1991            | Yukiko Kawasaki · Japão                         | Irina Malyutina · União Soviética               | Stephanie Main · Reino Unido                    |
| 1992–1994             | Não houve disputa do individual feminino júnior | Não houve disputa do individual feminino júnior | Não houve disputa do individual feminino júnior |
| Hamar 1995            | Sanna-Maija Wiksten · Finlândia                 | Elina Kettunen · Finlândia                      | Julie Marques · França                          |
| Hamar 1996 (detalhes) | Serena Phillips · Estados Unidos                | Kaja Hanevold · Noruega                         | Caroline Gülke · Alemanha                       |
| Hamar 1997 (detalhes) | Sara Lindroos · Finlândia                       | Sophie Favrichon · França                       | Marjut Turunen · Finlândia                      |
| 1998                  | Não houve disputa do individual feminino júnior | Não houve disputa do individual feminino júnior | Não houve disputa do individual feminino júnior |
| Hamar 1999 (detalhes) | Deanna Stellato · Estados Unidos                | Irina Nikolaeva · Rússia                        | Irina Tkatchuk · Rússia                         |
| Hamar 2000 (detalhes) | Susanna Pöykiö · Finlândia                      | Ann Patrice McDonough · Estados Unidos          | Tatiana Basova · Rússia                         |

#### Duplas júnior
| Evento                | Ouro                                             | Prata                                | Bronze                                      |
| Hamar 1999 (detalhes) | Viktoria Shliakhova · Grigori Petrovski · Rússia | Alena Maltseva · Oleg Popov · Rússia | Megan Sierk · Dustin Sierk · Estados Unidos |
| Hamar 2000 (detalhes) | Zhang Dan · Zhang Hao · China                    | Alena Maltseva · Oleg Popov · Rússia | Alicia Heelan · Eric Leser · Estados Unidos |

#### Dança no gelo júnior
| Evento                | Ouro                                              | Prata                                   | Bronze                                     |
| Hamar 1999 (detalhes) | Emilie Nussear · Brandon Forsyth · Estados Unidos | Julia Golovina · Denis Egorov · Rússia  | Elena Khalyavina · Maxim Shabalin · Rússia |
| Hamar 2000 (detalhes) | Elena Khalyavina · Maxim Shabalin · Rússia        | Anna Motovilova · Denis Egorov · Rússia | Christina Beier · William Beier · Alemanha |